# Plötzlich Prinzessin
Plötzlich Prinzessin (Originaltitel: The Princess Diaries) ist eine Filmkomödie des Regisseurs Garry Marshall aus dem Jahr 2001 mit Anne Hathaway und Julie Andrews in den Hauptrollen. Die Handlung erzählt eine moderne Aschenputtel-Variante und basiert auf dem gleichnamigen Buch von Meg Cabot. Eine Fortsetzung folgte 2004 mit dem Film Plötzlich Prinzessin 2. Ab 2015 vereinzelt geäußerte Vermutungen, dass ein dritter Teil geplant sei, wurden 2022 vom Disney-Konzern bestätigt.

## Handlung
Mia ist ein 15-jähriges, schüchternes, kraushaariges Mädchen aus San Francisco, das an der Schule nur wenige Freunde hat und alleine bei seiner Mutter lebt. Überraschend erhält sie eine Einladung zum Besuch bei ihrer entfremdeten Großmutter väterlicherseits. Diese eröffnet ihr, dass sie die Prinzessin und Thronfolgerin des Königreichs Genovien und ihr voller Name „Amelia Mignonette Thermopolis Renaldi, Prinzessin von Genovien“ sei.
Ihre Großmutter, die Königin, gibt ihr Prinzessinnenunterricht, um sie reif für ihr künftiges Amt zu machen und das „hässliche Entlein“ mit Unterstützung eines Stylisten in einen „bezaubernden Schwan“ zu verwandeln. Anfänglich erweist sich der Unterricht als schwieriges Unterfangen und Mia sträubt sich.
Später erhält Mia von Michael, dem Bruder ihrer besten Freundin Lilly, eine Einladung zu einem Samstagabend. Kurz darauf wird ihre königliche Abstammung verraten; nunmehr öffentlich als Prinzessin enttarnt, wird sie von ihrer besten Freundin Lilly in deren Talkshow eingeladen. Als sie überdies von ihrem heimlichen Schwarm Josh für denselben Termin zu einer Strandparty eingeladen wird, versetzt sie Michael und vergisst darüber hinaus, Lilly abzusagen, was diese in ziemliche Verlegenheit bringt.
Zur Strandparty kommen Mia mehrere Fotografen auf die Schliche, als Josh sie ungewollt küsst; außerdem wird sie beim Umziehen erwischt. Die peinlichen Bilder auf den Titelseiten der Zeitschriften belasten das ohnehin schon angespannte Verhältnis zu ihrer Großmutter, die sie jetzt zum Thronverzicht drängt; anfangs scheint Mia diesem Wunsch auch zu entsprechen, auch weil sie schon immer Angst hatte, vor Publikum zu reden.
Zunächst versucht sie zu fliehen, dabei bleibt aber ihr Cabriolet mit offenem Dach bei Regen wegen einer Fahrzeugpanne stehen. Ihr von ihrer Großmutter gestellter Chauffeur Joe kann sie jedoch auffinden. So stellt sie sich doch noch ihren Problemen: Sie entschuldigt sich bei Michael und lässt sich auf dem schon lange angekündigten Ball im Konsulat von Genovien, wo sie eine kurze Rede hält, zur offiziellen Thronerbin ausrufen. Gleichzeitig versöhnt sie sich mit ihrer Großmutter, die ihrerseits ein wenig entspannter geworden ist, weil sie sich frisch in ihren Chauffeur Josef verliebt hat. Mia erlebt am Rande des Balls ihren ersten romantischen Kuss mit Michael, wobei sie ein Bein nach hinten anwinkelt – ganz so, wie sie es sich immer erträumt hatte und sie es so aus alten Filmen kennt.
Alle Erlebnisse hält Mia nun in ihrem Tagebuch fest, das sie von ihrem Vater geschenkt bekam und an diesem Tag erstmals öffnete – und in dem sie auch eine Botschaft ihres Vaters fand, die dieser für sie geschrieben hatte und dazu beitrug, dass sie sich umentschied.

## Hintergrund
- Dies ist Anne Hathaways erste Rolle in einem Spielfilm. Zuvor war sie nur in der TV-Serie Sechs unter einem Dach zu sehen.
- Der Film wurde in den Walt Disney Studios in Burbank gedreht, in demselben Studio wie Julie Andrews’ bekanntester Film, Mary Poppins, 37 Jahre zuvor. Die Außenaufnahmen wurden in San Francisco und an einem Strand in Los Angeles gedreht.[3]
- Als die Königin Amelia einen Stapel Bücher gibt, welche sie lesen soll, sind im Bild zu sehen Emma und Stolz und Vorurteil von Jane Austen, Ein Zimmer für sich allein von Virginia Woolf sowie Amy Vanderbilt's Complete Book Of Etiquette von Amy Vanderbilt.
- Der Text, den Amelia verwendet, um Reden zu üben, stammt aus Romeo und Julia von William Shakespeare.
- Zahlreiche Produktionsmitarbeiter des Films spielten in der Ball-Szene am Ende des Films mit. Auch Regisseur Garry Marshall hat dort einen kurzen Cameoauftritt (01:44:54). Hinter ihm tanzt seine Gattin durchs Bild.
- In der Tanzszene am Ende lief anstelle des im Film gehörten Songs während der Dreharbeiten Like A Prayer von Madonna. Die Aufnahmen mussten mehrfach wiederholt werden, da immer wieder einige Schauspieler Zeilen des Liedes mitsangen und ihre Lippenbewegungen nicht zu dem später verwendeten Lied gepasst hätten.

## Synchronisation
Für das Dialogbuch und die Dialogregie war Elisabeth von Molo im Auftrag der FFS Film- und Fernsehsynchron München/Berlin zuständig.
| Rolle                     | Darsteller                 | Deutscher Sprecher       |
| ------------------------- | -------------------------- | ------------------------ |
| Amelia „Mia“ Thermopolis  | Anne Hathaway              | Shandra Schadt           |
| Königin Clarisse Renaldi  | Julie Andrews              | Viktoria Brams           |
| Lilly Moscowitz           | Heather Matarazzo          | Anke Kortemeier          |
| Michael Moscovitz         | Robert Coppola Schwartzman | Manuel Straube           |
| Josef „Joe“               | Hector Elizondo            | Friedrich Georg Beckhaus |
| Lana Thomas               | Mandy Moore                | Caroline Combrinck       |
| Helen Thermopolis         | Caroline Goodall           | Petra Einhoff            |
| Jeremiah Hart             | Patrick Flueger            | Daniel Schlauch          |
| Josh Bryant               | Erik von Detten            | Stefan Günther           |
| Paolo                     | Larry Miller               | Hans-Rainer Müller       |
| Mr. O’Connell             | Sean O’Bryan               | Christian Weygand        |
| Vize-Direktorin Gupta     | Sandra Oh                  | Dagmar Dempe             |
| Charlotte Kutaway         | Kathleen Marshall          | Ulla Wagener             |
| Schul-TV-Mitglied Melissa | Lenore Thomas              | Ulrike Jenni             |
| Mr. Robutusen             | Patrick Richwood           | Axel Malzacher           |
| Nonne am Handy            | Michelle Yerger            | Julia Haacke             |
| Premierminister Motaz     | Joel McCrary               | Hartmut Neugebauer       |

## Unterschiede zur Buchvorlage
Die Handlung im Film ist gegenüber der des Jugendbuches von Meg Cabot in mehreren Punkten verändert worden:
- Im Buch ist Mias Vater nicht tot, sondern der amtierende Fürst. Er ist jedoch nach einer Hodenkrebs-Erkrankung nicht mehr zeugungsfähig und muss deshalb auf Mia als einzige Erbin zurückgreifen. Zuvor hatte er es auf Wunsch von Mias Mutter Helen vermieden, seiner Tochter von seinem Status zu erzählen.
- Im Buch heißt Mia mit Nachnamen „Grimaldi Thermopolis Renaldo“, da die Renaldos im Buch mit der Monegassischen Fürstenfamilie eng verwandt sind. Im Film wird dies nicht erwähnt, und Mia heißt hier nur „Thermopolis Renaldi“.
- Im Buch ist Genovien ein Fürstentum und kein Königreich. Außerdem ist im Film Mias Großmutter die amtierende Königin, im Buch ist sie aber Fürstinmutter.
- Die angedeutete Romanze zwischen der Königin und dem königlichen Chauffeur Joe kommt im Buch nicht vor; sie stand auch nicht im Drehbuch. Julie Andrews und Hector Elizondo haben sie auf eigene Faust hinzugefügt.
- Mias Leibwächter heißt Lars.
- Mias zweitbeste Freundin nach Lilly, Tina, taucht im Film nicht auf.
- Insgesamt schlägt die Vorlage über weite Strecken einen wesentlich schärferen, frecheren Ton an und stellt Mias Großmutter weit weniger sympathisch dar. In Teil 6 bezeichnet sie ihre Großmutter „Grandmère“ als die Person, die sie am wenigsten liebt.
- Die Handlung wurde von New York City nach San Francisco verlegt.
- Michael Moskovitz nimmt bis zum Ende des ersten Buchs Mia lediglich als Freundin seiner Schwester wahr und hat vor Mia bereits eine Freundin. Außerdem ist Mia das gesamte Buch in Michael verliebt, und es ist nicht Michael, wie im Film dargestellt, der in Mia verliebt ist.
- Im Buch wird die aschblonde Mia in platinblond umgefärbt – die Haarfarbe ihrer Erzfeindin Lana –, was zu einem anhaltenden Schock ihrer Freunde führt. Im Film werden Anne Hathaway nur die Haare geglättet.
- In den späteren Bänden der Originalvorlage übt Meg Cabot Kritik an den Filmen. In den als Tagebuch verfassten Büchern schreibt Meg Cabot alias Mia, dass der „Film über ihr Leben“ nichts mit der Wahrheit zu tun habe. So kritisiert Cabot die Filme indirekt in ihren eigenen Büchern. Sie schreibt vor allem, dass das, was in dem zweiten Film passiert, so niemals sein könnte.

## Kritik
„Der Versuch, die Atmosphäre einer altmodischen ‚Romantic Comedy‘ mit dem derben Humor gängiger Teenie-Filme zu verbinden, schlägt ebenso fehl wie die Bemühungen, der müden Geschichte Leben einzuhauchen. Was bleibt, ist eine Ansammlung altbekannter Klischees.“

## Auszeichnungen
- John Debney gewann für die Filmmusik einen ASCAP Award 2002, und der Film gewann einen Young Artist Award 2002. Für neun weitere Filmpreise war der Film nominiert.
- Die Deutsche Film- und Medienbewertung FBW in Wiesbaden verlieh dem Film das Prädikat „wertvoll“.[6]

## Medien

### DVD-Veröffentlichung
- Plötzlich Prinzessin. Buena Vista Home Entertainment 2002
- Plötzlich Prinzessin 2. Buena Vista Home Entertainment 2005
- Plötzlich Prinzessin 1+2 (Doppelpack). Buena Vista Home Entertainment 2005

### Soundtrack
- John Debney: The Princess Diaries – The Score. Original Motion Picture Soundtrack. Einspielung unter der Leitung des Komponisten. Walt Disney Records, Burbank 2001, Tonträger-Nr. 60745-7 / ISBN 0-7634-1865-X.
- Diverse Pop-Gruppen: The Princess Diaries. Original Soundtrack. Walt Disney Records, Burbank 2001, Tonträger-Nr. 0927-43082-2.